# Assassinato de Bruno Vanzan Nunes
O Assassinato de Bruno Vanzan Nunes (30 de abril de 1981 — 27 de outubro de 2022) ocorreu no dia 27 de outubro de 2022, quando o agente da Polícia Rodoviária Federal reagiu a um assalto, foi alvejado e caiu da avenida Transolímpica. As forças policiais do Rio de Janeiro se mobilizaram para buscar os criminosos, porém os agentes da PRF mataram Lorenzo Dias Palhinhas (31 de março de 2008 — 27 de outubro de 2022), de 14 anos, no Complexo do Chapadão. 
A PRF afirmou que o garoto fazia parte do tráfico de drogas e teria atirado na viatura antes de morrer. Como prova, foi mostrado o depoimento de outros dois garotos presos que admitiram ser do tráfico e uma série de armas e drogas apreendidas. Ainda, a polícia afirmou que Lorenzo morreu com uma bala perdida. 
Já a família e os moradores afirmaram que o garoto era apenas um entregador de lanches. Ele teria sido abordado pela polícia, liberado e então teria levado um tiro na nuca. A polícia ainda teria tentado mover o corpo do local, mas a comunidade não deixou. Ainda, como prova, o jornal O Dia publicou vídeo do garoto trabalhando como entregador. 

## Assassinato de Bruno Vanzan Nunes
Bruno Vanzan Nunes tinha 41 anos e trabalhava chefiando o núcleo de policiamento e fiscalização da 7ª Delegacia da Polícia Rodoviária Federal (PRF) em Resende. Ele era considerado um policial exemplar e trabalhava para a corporação desde 2004, quando passou em primeiro lugar no concurso público. Era casado com Silvia Vanzan e tinha dois filhos.
No dia 27 de outubro de 2022, por volta das 14h12, Bruno estava dirigindo seu Jeep Renegade na avenida Transolímpica, na altura da Vila Militar, na Zona Oeste do Rio de Janeiro, enquanto conversava com sua esposa pelo celular. Ele estava indo para a superintendência da PRF. Então, foi abordado por um Nissan Kicks preto. Ele reagiu e houve troca de tiros, deixando o veículo de Bruno alvejado. Os carros se emparelharam e Nunes saiu do veículo e foi perseguido pelos quatro criminosos a pé.
A alguns metros do assassinato, um Kia Cerato fugiu em direção a Vila Kennedy por estar sendo perseguido pela Polícia Militar (PM). No caminho, os criminosos atiraram contra um veículo. Uma mulher e sua filha, que estavam próximas do carro, fugiram para se proteger, e não foram feridas. Os criminosos se esconderam dentro de uma favela local. De acordo com a PM, o veículo também esteve envolvido no assassinato.
Ambas trocas de tiros foram flagradas por câmeras de segurança instaladas nos locais.

### Perícia
Após a troca de tiros, o policiais do Batalhão de Policiamento em Vias Expressas (BPVE) foi acionado. O Corpo de Bombeiros também foi acionado por volta das 14h20, mas o corpo já havia sido atendido por uma ambulância antes que chegassem no local. O corpo de Bruno foi encontrado debaixo da Transolímpica, na entrada da avenida Duque de Caxias, em Magalhães Bastos. A área foi isolada e a Delegacia de Homicídios do Estado passou a investigar o caso.
De acordo com a PM, os bandidos buscavam roubar o veículo ainda em movimento. A polícia suspeita que ele tenha tentado fugir pulando a mureta que dividia as vias da Transolímpica, mas caiu da altura de dez metros por ter sido alvejado.

### Enterro
Bruno Vanzan foi enterrado no dia seguinte no Jardim da Saudade, em Sulacap, Zona Oeste do Rio de Janeiro. O enterro foi acompanhado por cerca de 200 pessoas, com 20 motos da PRF escoltando o corpo.

### Reações
A PRF lamentou o ocorrido e demonstrou sua solidariedade com a família, dizendo que Bruno "sempre se destacou pela competência, eficiência e disponibilidade durante o período em que exerceu suas funções". A  ViaRio, que administra a Transolímpica, também demonstrou o seu pesar.

## Operação de busca
O Portal de Procurados divulgou um cartaz pedindo informações, com recompensa de R$ 5 mil. Foi aberto um disque denúncia com anonimato garantido.
Após o assassinato, as forças de segurança do Rio de Janeiro realizaram busca pelos criminosos na Vila Kennedy. A TV Globo flagrou o uso de carros blindados na comunidade, dois helicópteros da Polícia Civil (PC) e um da PRF. As operações também contaram com a participação da Polícia Federal (PF) e da PM, incluindo o Batalhão de Operações Policiais Especiais (BOPE). Os moradores relataram que as forças policiais realizaram invasão de domicílio. Durante a busca, foram recuperadas duas motocicletas com registro de roubo/furto. A operação se estendeu para o Complexo do Chapadão, pois havia a informação que dez pessoas armadas com fuzis haviam queimado o Kia Cerato usado no crime. Ainda, um dos assaltantes teria sido morto, e outro estaria amarrado esperando a reunião da alta cúpula do Comando Vermelho (CV).

## Assassinato de Lorenzo Dias Palhinhas
Lorenzo Dias Palhinhas tinha 14 anos e morava com a mãe, Celline, de 28 anos, e tinha um irmão de três anos. Estudava na escola Honório Gurgel e estava no sétimo ano. Ele gostava de jogar futebol e ouvir música funk.
Por volta das 23h00 do dia 27 de outubro, Lorenzo foi morto com um tiro na nuca enquanto passava pela via Beco da Suede.

### Versão da PRF
De acordo com a PRF, eles foram recebidos por tiros por cerca de 30 suspeitos pertencentes a organização Bonde da Índia, ligada ao tráfico de drogas, prenderam duas crianças que estavam trabalhando em uma boca de fumo local e mataram Lorenzo com uma bala perdida. Ainda de acordo com a PRF, Lorenzo teria atirado na viatura antes de ser atingido. Os garotos apreendidos admitiram fazer parte do tráfico. A PRF aprendeu uma pistola .380 com dois carregadores e 23 munições, uma pistola Taurus 9mm com 5 carregadores, sendo um deles estendido, 45 munições, um carregador de fuzil 556, 600 papelotes de crack, 622 pinos de cocaína, 149 frascos de lança-perfume e 425 tabletes de maconha.

### Versão dos moradores da comunidade
A família, porém, afirmou que o garoto era entregador de lanches e que estava trabalhando durante a operação, estando, inclusive, segurando R$ 10,00 que teria ganhado por uma entrega quando foi assassinado. De acordo com a mãe, ele estava fazendo entregas na garupa de uma moto quando o motorista, Fernando Padilha, foi abordado pela PRF, e quando ele foi liberado, Lorenzo levou um tiro pelas costas. Ele oferecia lanches pela favela de moto, e tinha a meta de vender ao menos 70 lanches ao dia, recebendo cerca de R$350,00 por semana. Sua mãe ficou sabendo do assassinato através da chefe do garoto. A cena foi presenciada por testemunhas. De acordo com seu avô, ele não foi encontrado com nenhuma arma ou pólvora. Os moradores ainda relataram que os policiais comeram parte dos lanches que estavam na mochila do garoto e tentaram mover o corpo da cena do crime, mas a comunidade não permitiu. Ainda, o jornal O Dia publicou um vídeo do garoto trabalhando como entregador na comunidade. A mãe também mostrou para a Revista Piauí uma série de mensagens que ele enviou para os parentes discutindo questões de carreira.

### Reações
O vereador Luciano Vieira (PL), nascido na favela, passou a madrugada prestrando apoio à família de Lorenzo. As lideranças da Federação das Favelas prestaram assistência e acionaram o Ministério Público Federal (MPF) e a Defensoria Pública. A Delegacia de Homicídios abriu um inquérito para investigar o assassinato. O MPF pediu uma série de informações para a PRF, como o nome dos policiais envolvidos no assassinato, horário de entrada, laudos periciais e boletins de ocorrência.
A perícia foi acionada por volta das 7h00, mas os moradores impediram que o corpo de Lorenzo fosse levado para o Instituto Médico Legal (IML). O corpo foi removido para o Hospital Carlos Chagas em uma caçamba de caminhonete.

### Enterro
Lorenzo Dias Palhinhas foi enterrado no dia 29 de outubro no Cemitério Municipal de Irajá, na Zona Norte do Rio. Seu corpo foi velado pelos seus parentes, amigos e outros moradores da comunidade. Após o enterro, os moradores realizaram um "buzinaço" com seus veículos como forma de protesto. O custo do enterro foi pago pelos órgãos públicos.

### Investigação
No mesmo dia do assassinato, o Ministério Público Federal (MPF) abriu um inquérito para investigar as circunstâncias da morte de Lorenzo. O MPF reiterou que não houve comunicação da PRF para a realização da operação e deu até 72 horas para informar os agentes que participaram e o registro de deslocamento de viaturas, além de outras informações relevantes.

### Protestos
No dia 28 de outubro, por volta das 3h00, os moradores fecharam a estrada Rio do Pau e a a avenida Crisóstomo Pimentel de Oliveira com entulhos e pneus queimados, e um ônibus foi atravessado para bloquear a passagem. Os moradores seguravam cartazes como “Lorenzo era uma criança” e “quem matou Lorenzo?”, além de comparar a atuação da polícia com Lorenzo e com Roberto Jefferson, que deu mais de 50 tiros e jogou granadas na PF, e ganhou tratamento diferenciado.
O protesto ganhou apoio da Defensoria Pública e a Comissão de Direitos Humanos da Ordem dos Advogados do Brasil (OAB), que negociaram com os policiais para que ele não fosse reprimido.
No dia 1 de novembro, familiares e moradores protestaram debaixo de chuva na frente da 39ª Delegacia de Polícia com cartazes e buzinando com os veículos.

### Indenização
Em 27 de outubro de 2023, as Defensorias Públicas do Rio de Janeiro e da União entraram com uma ação de indenização de R$ 100 milhões a ser pago pela União às vítimas da PRF do Rio de Janeiro durante o Governo Bolsonaro. Também foi criada uma ação paralela para indenizar especificamente a mãe de Lorenzo Dias Padilhas.